# Halle (1984)
Halle – fregata rakietowa Niemieckiej Republiki Demokratycznej z okresu zimnej wojny,  radzieckiego projektu 1159 (w kodzie NATO: Koni I). Nosiła numer burtowy 143. Wodowana w 1984 roku, weszła do służby w marynarce NRD (Volksmarine) w 1986 roku. Wycofana ze służby w 1991 roku, po zjednoczeniu Niemiec.

## Budowa
Fregata „Halle” była ostatnią z trzech jednostek radzieckiego projektu 1159 (w kodzie NATO: Koni I), które weszły w skład marynarki NRD na przełomie lat 70. i 80. XX wieku, zakupioną po upływie kilku lat od dostarczenia pierwszej pary („Rostock” i „Berlin – Hauptstadt der DDR”). Okręty te stanowiły typ małych fregat rakietowych budowanych w ZSRR na eksport dla zaprzyjaźnionych państw. W marynarce NRD klasyfikowane były jako okręty obrony wybrzeża (niem. Küstenschutzschiff) 2. rangi i zastąpiły w służbie cztery fregaty projektu 50 (typu Riga). Planowano również zakup czwartego okrętu projektu 1159, lecz ostatecznie zrezygnowano z niego. Fregaty projektu 1159 były największymi okrętami bojowymi Volksmarine, po jej okrętach desantowych.
Stępkę pod budowę fregaty położono 8 kwietnia 1983 roku w stoczni Krasnyj Mietallist w Zielenodolsku, a kadłub wodowano 22 października 1974 roku. Jednostkę ukończono i tymczasowo odebrano przez marynarkę ZSRR 25 czerwca 1975 roku.

## Skrócony opis
Okręt miał kadłub gładkopokładowy, stalowy, z nadbudówką na śródokręciu wykonaną ze stopów lekkich. Na pokładzie dziobowym i rufowym umieszczone były pojedyncze wieże artylerii uniwersalnej, a na pokładówce przed rufową wieżą mieściła się chowana wyrzutnia rakiet przeciwlotniczych Osa-M. Wyporność standardowa wynosiła 1440 ton, a pełna 1600 ton. Długość wynosiła 96,4 m, szerokość 12,55 m, a zanurzenie 3,48 m.
Główne uzbrojenie artyleryjskie stanowiły cztery armaty uniwersalne kalibru 76 mm w dwóch dwudziałowych wieżach AK-726, z zapasem 1600 nabojów. Ich ogniem kierował radar artyleryjski Fut-B. Uzbrojenie artyleryjskie uzupełniały cztery działka przeciwlotnicze kalibru 30 mm w dwóch dwudziałowych wieżach AK-230, z zapasem 6000 nabojów, umieszczonych po jednej na każdej z burt na śródokręciu, sprzężone z radarem kierowania ogniem Rys′. Uzbrojenie rakietowe stanowiła dwuprowadnicowa chowana wyrzutnia ZIF-122 dla rakiet przeciwlotniczych bliskiego zasięgu systemu Osa-M, z zapasem 20 pocisków 9M-33. Do naprowadzenia pocisków służył radar 4R-33.
Do zwalczania okrętów podwodnych służyły dwie dwunastoprowadnicowe wyrzutnie rakietowych bomb głębinowych RBU-6000, z zapasem 120 bomb RGB-60, umieszczone na dziobie na dolnym piętrze nadbudówki, dysponujące systemem kierowania Buria. Uzupełniały je dwie zrzutnie bomb głębinowych. Okręt mógł zabrać 22 miny na torach minowych.
Wyposażenie radiolokacyjne, oprócz systemów kierowania ogniem, stanowiła stacja radiolokacyjna dozoru ogólnego MR-302. Ponadto okręt miał radar nawigacyjny Don-2. Do wykrywania okrętów podwodnych służyła stacja hydrolokacyjna Argun′. Okręt miał też wyposażenie walki radioelektronicznej w postaci stację rozpoznawczej Bizan′-4B i dwóch szesnastoprowadnicowych wyrzutni celów pozornych PK-16.
Siłownia okrętowa w układzie CODAG składała się z dwóch marszowych silników wysokoprężnych B-68 o mocy łącznej 15 820 KM, napędzających dwie śruby, oraz turbiny gazowej mocy szczytowej M-8B o mocy 18 000 KM, napędzającej środkową śrubę o stałym skoku. Napęd pozwalał na osiągnięcie prędkości maksymalnej 30 węzłów oraz zasięgu 4500 mil morskich przy prędkości ekonomicznej 14 w.

## Służba
Pierwotnie okręt został tymczasowo 25 czerwca 1985 roku przejęty przez marynarkę ZSRR pod oznaczeniem SKR-149 (skrót od storożęwyj korabl – dozorowiec). Został następnie przekazany finalnemu odbiorcy i 28 stycznia 1986 roku wszedł do służby w marynarce NRD (Volksmarine) pod nazwą „Halle” od miasta w Saksonii-Anhalcie. Nosił stały numer burtowy: 143.
Przed zjednoczeniem Niemiec strona radziecka wymogła zdemontowanie z okrętów systemu przeciwlotniczego Osa-M. Formalnie wycofany został ze służby NRD w dniu poprzedzającym zjednoczenie (2 października 1990 roku). Jako jeden z nielicznych okrętów Volksmarine, „Halle” został na krótko przejęty w skład marynarki zjednoczonych Niemiec (Bundesmarine), otrzymując NATO-wski numer taktyczny F225, lecz już w sierpniu 1991 roku został wycofany ze służby. Ofertę na zakup fregat byłej NRD złożyła Algieria, lecz nie zdecydowano się na ich sprzedaż.